# Pongsatorn Sripinta
Natouch Siripongthon (ณธัช ศิริพงษ์ธร; nascido em 1 de junho de 1996) mais conhecido como Fluke (ฟลุ้ค), é um ator e cantor tailandês. Ele é mais conhecido por seus papéis em Grean Fictions (2013), Phi chai (2014), e Until We Meet Again (2019).

## Juventude e educação
Ele cursou o ensino médio em Suanboonyopatham e em fevereiro de 2020, se formou em Letras na universidade de Dhurakij Pundit. Seu nome de nascimento é Pongsatorn Sripinta mas em 2019, Fluke mudou seu nome legalmente para Natouch Siripongthon. Ele é abertamente gay.

## Carreira
Seu primeiro grande filme foi Grean Fictions, lançado em 2013 e rodado em Chiang Mai — o filme foi escalado com jovens atores da região. Ele se destacou por sua atuação em Grean Fictions, que lhe rendeu o papel principal no filme Phi chai, aos 17 anos, conquistando fãs fora do país. Após o grande sucesso do filme, Natouch assinou um contrato com a empresa Workpoint mas assim que seu contrato expirou, Fluke se tornou um ator freelancer. Em 2015, Fluke estrelou o filme Khun nan, de Tanwarin Sukkhapisit, como um jovem inocente que encontra um vampiro amnésico.
Seu outro trabalho de sucesso foi Until We Meet Again atuando como Pharm, um homem renascido que cometeu suicídio junto com seu amante devido à rejeição amorosa dos pais do amante. Isto é baseado no livro The Red Thread de Lazy Sheep.
Natouch lançou o seu primeiro clipe "เก็บ (Hidden)" no dia 19 de novembro de 2020, fazendo o seu debut como cantor. A música alcançou o 1º lugar no iTunes da Tailândia e o top 10 no Vietnã, Hong Kong, Taiwan e Filipinas.

## Filmografia

### Cinema
| Ano  | Título                     | Personagem | Notas            |
| ---- | -------------------------- | ---------- | ---------------- |
| 2013 | Grean Fictions             | Pang       | Papel recorrente |
| 2013 | 3 A.M. Part 2              | Kamod      | Papel recorrente |
| 2014 | Phi chai                   | Bank       | Papel principal  |
| 2014 | Change                     | Champ      | Papel principal  |
| 2015 | FEEL GOOD                  | NewNew     | Papel principal  |
| 2015 | Khun nan                   | Wine       | Papel principal  |
| 2015 | Ghost Ship                 | Yorla      | Papel principal  |
| 2020 | My Bromance: 5 Years Later | Bank       | Papel principal  |
| 2023 | Thesis                     | Nawa       | Papel principal  |

### Televisão
| Ano  | Título                       | Personagem                | Notas            | Canal     |
| ---- | ---------------------------- | ------------------------- | ---------------- | --------- |
| 2015 | Nong Mai Rai Borisut         | Fong                      | Papel convidado  | Channel 3 |
| 2015 | LOL                          | Chacha                    | Papel recorrente | True4U    |
| 2015 | Crazy Love                   | —                         | Papel principal  | —         |
| 2015 | Part of Love                 | Ayang                     | Papel principal  | Channel 9 |
| 2017 | Sai Lub Jub Abb              | Yibun (aluno do Plar)     | Papel recorrente | Channel 3 |
| 2019 | Wai Sab Saraek Kad 2         | Anne                      | Papel recorrente | Channel 3 |
| 2019 | Until We Meet Again          | Pharm                     | Papel principal  | LINE TV   |
| 2019 | Blacklist                    | Nattee                    | Papel convidado  | GMMTV     |
| 2020 | Daughters                    | Yok                       | Papel principal  | PPTV      |
| 2020 | Poot Ratikarn                | Namnuea                   | Papel recorrente | Channel 8 |
| 2021 | Close Friend 1ª Temporada    | Typhoon (Ep.1)            | Papel principal  | Viu       |
| 2022 | Close Friend 2ª Temporada    | Typhoon                   | Papel principal  | Viu       |
| 2022 | Oh! My Sunshine Night        | "Sun" / Tawan Theekhakorn | Papel principal  | AIS Play  |
| 2022 | Between Us                   | Pharm                     | Papel recorrente | IQIYI     |
| 2022 | 609 Bedtime Story            | Dew                       | Papel principal  | WeTV      |
| 2023 | Boyband The Series           | Ele mesmo                 | Papel convidado  | GMM 25    |
| 2023 | Make a Wish                  | Anjo Krit                 | Papel principal  | Viu       |
| 2023 | Shadow                       | Nine                      | Papel principal  | Viu       |
| 2023 | Y Journey: Stay Like a Local | Nathee                    | Papel principal  | —         |
| TBA  | Make a Wish 2ª Temporada     | Anjo Krit                 | Papel principal  | Viu       |

### Mestre de Cerimônia: MC
| Ano           | Rede                                     |
| ------------- | ---------------------------------------- |
| 2020–presente | Canal do YouTube: FLUKE NATOUCH OFFICIAL |

## Discografia
| Ano  | Título da música             | Notas                                                                                           |
| ---- | ---------------------------- | ----------------------------------------------------------------------------------------------- |
| 2019 | โชคดีแค่ไหน                    | Com o elenco de Until We Meet Again                                                             |
| 2020 | เราจะกลับมาพบกันเสมอ           | Com Thitiwat Ritprasert Until We Meet Again OST.                                                |
| 2020 | เก็บ (Hidden)                 |                                                                                                 |
| 2021 | ยืนหนึ่ง                        | Com PMCปู่จ๋าน ลองไมค์ X Thitiwat Ritprasert                                                        |
| 2022 | อีกนานมั้ย (How Long)           | Com Thitiwat Ritprasert, Warodom Khemmonta, & Panuwat Kerdthongtavee Close Friend โคตรแฟน 2 OST |
| 2022 | Failling For You             | Com Thitiwat Ritprasert + Versão em inglês                                                      |
| 2023 | เจ้าชายนิทรา (Sleeping Prince) | Boyband The Series OST                                                                          |
| 2023 | เพลง Make a Wish             | Make A Wish OST                                                                                 |

## Prêmios e indicações
| Ano  | Associações             | Categoria                                      | Nomeações           | Resultado |
| ---- | ----------------------- | ---------------------------------------------- | ------------------- | --------- |
| 2021 | FEVER AWARDS 2020       | Casal do Ano (com Thitiwat Ritprasert)         | —                   | Venceram  |
| 2021 | 2021 Line TV Awards     | Melhor Cena Dramática                          | Until We Meet Again | Indicado  |
| 2021 | 2021 Line TV Awards     | Melhor Cena de Beijo (com Thitiwat Ritprasert) | Until We Meet Again | Indicados |
| 2021 | 2021 Line TV Awards     | Melhor Casal (com Thitiwat Ritprasert)         | Until We Meet Again | Indicados |
| 2021 | Siam Series Awards 2021 | Casal Imaginário (com Thitiwat Ritprasert)     | —                   | Venceram  |
| 2022 | FEVER AWARDS 2021       | Casal Imaginário (com Thitiwat Ritprasert)     | —                   | Venceram  |